# Lisa Dahlkvist
Lisa Dahlkvist és una centrecampista internacional per Suècia, amb la qual ha jugat 99 partits i ha marcat 9 gols. Ha estat semifinalista del Mundial i l'Eurocopa amb la selecció, i subcampiona de la Lliga de Campions en tres ocasions amb el Umeå IK i el Tyresö FF.

## Trajectòria
| Temporades    | Club                 | Títols                          | Selecció (fases finals)                                |
| ------------- | -------------------- | ------------------------------- | ------------------------------------------------------ |
|               | Karlslunds IF        |                                 |                                                        |
| 2005          | KIF Örebro           |                                 |                                                        |
| 2006 - 2009   | Umeå IK              | 3 Lligues, 1 Copa, 2 Supercopes | Eurocopa 2009 (quarts)                                 |
| 2010 - 2011   | Kopparbergs Göteborg | 1 Copa                          | Mundial 2011 (3r lloc)                                 |
| 2012 - 2014 0 | Tyresö FF 0          | 1 Lliga 0                       | Jocs Olímpics 2012 (quarts) Eurocopa 2013 (semifinals) |
| 2014          | Avaldsnes IL         |                                 |                                                        |
| 2015          | KIF Örebro           |                                 | Mundial 2015 (vuitens)                                 |
| 15/16 - act.  | Paris Saint-Germain  |                                 |                                                        |